# Armee der drei Garantien

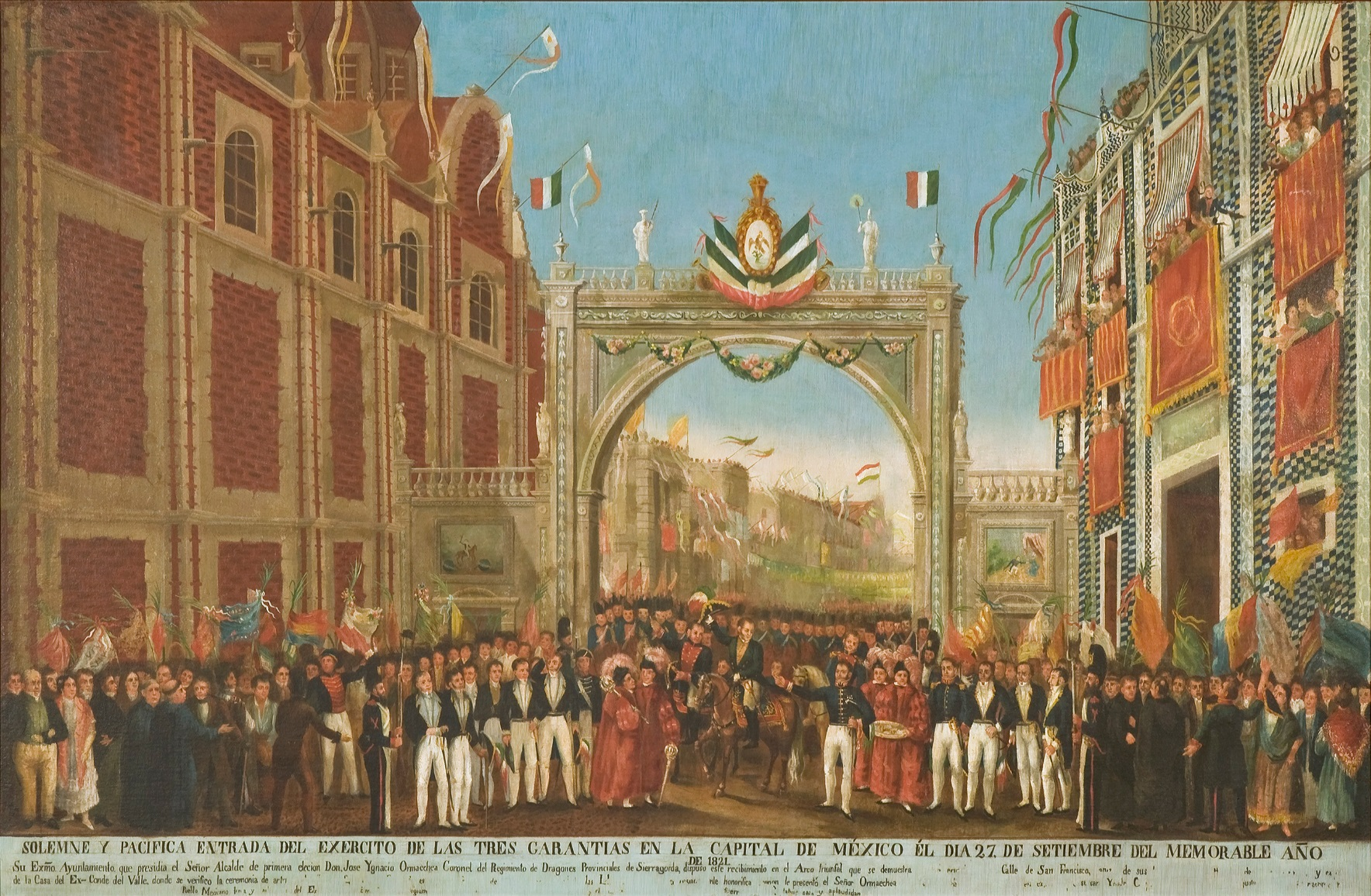
Einzug der Armee in Mexiko-Stadt

Fahne der Armee der drei Garantien

Die Armee der drei Garantien (Spanisch: Ejército Trigarante oder auch Ejercito de las Tres Garantías) war das erste Heer des unabhängigen Mexikos. Es ging aus der Vereinigung royalistischer und revolutionärer Truppenteile im Mexikanischen Unabhängigkeitskriegs hervor und ist Vorläufer der heutigen Mexikanischen Armee. 
Ihre Schaffung wurde am 24. Februar 1821 im Plan von Iguala beschlossen. Benannt wurde sie nach den drei im Plan von Iguala festgelegten Garantien, die sie verteidigen sollte: Religion, Unabhängigkeit und Einheit. Am gleichen Tag überreichte der Schneider José Magdaleno Ocampo die vom Führer der Armee, Agustín de Iturbide bestellte Fahne. Diese gilt als Vorläufer der heutigen Flagge Mexikos, weswegen dieses Datum heute als Día de la Bandera gefeiert wird.
Eine Reihe von Aufständischen, aber auch royalistische Militärs schlossen sich der Armee an. Der neue Vizekönig Juan O’Donojú traf sich am 24. August 1821 mit Itúrbide in Córdoba, wo sie den gleichnamigen Vertrag unterzeichneten, der die Unabhängigkeit Mexikos anerkannte.
Am 27. September 1821 marschierte die Armee aus verschiedenen Richtungen kommend in Mexiko-Stadt ein.
Nach Erreichung der Unabhängigkeit und der Thronbesteigung Itúrbides als Kaiser von Mexiko wurde die Armee zum regulären Heer Mexikos. 